# Tomasz Bandrowski
Tomasz Bandrowski ˈtɔmaʃ banˈdrɔfsci (* 18. September 1984 in Pyskowice) ist ein ehemaliger polnischer Fußballspieler.

## Vereinskarriere
Der defensive Mittelfeldspieler begann seine Karriere beim polnischen Klub SKS Gwarek Zabrze, von wo er im Sommer 2003 zu Energie Cottbus in die Lausitz wechselte. Bandrowski holte mit Gwarek nicht nur den polnischen Juniorentitel, sondern zudem auch die Torjägerkrone in der Nachwuchs-Meisterschaft.
In seinen ersten beiden Spielzeiten schaffte das Talent nicht den Sprung in die erste Elf. In der Saison 2005/06 gelang es ihm jedoch, sich einen Stammplatz zu erkämpfen. Nach dem Aufstieg in die Bundesliga machte er jedoch nur noch wenige Spiele. Bandrowskis Vertrag bei Energie Cottbus war bis 2010 befristet; jedoch wurde er im Januar 2008 zu Lech Posen ausgeliehen. Nach einem halben Jahr wurde er fest verpflichtet und war in den nächsten zwei Spielzeiten ein wichtiger Bestandteil der Mannschaft. In der Saison 2010/11 kam er jedoch nur noch zu vier Einsätzen in der Hinrunde und wurde in der Rückrunde gar nicht mehr eingesetzt. Im Sommer 2011 war er vereinslos. Erst in der Winterpause 2011/12 wurde er vom Erstligisten Jagiellonia Białystok bis zum Ende der Saison verpflichtet.

## Nationalmannschaft
Am 17. Mai 2006 debütierte er in der polnischen U 21-Nationalmannschaft in einem Länderspiel gegen die Schweiz.
Am 6. September 2008 debütierte Bandrowski im WM-Qualifikationsspiel gegen Slowenien (1:1) in der Polnischen A-Nationalmannschaft. Nachdem er bei Lech Posen keine Einsätze mehr bekommen hatte, wurde er auch nicht mehr nominiert.

## Erfolge
- Polnischer Pokalsieger (2009)
- Polnischer Supercupsieger (2009)
- Polnischer Meister (2010)